# Jochen – ein Golzower aus Philadelphia
Jochen – ein Golzower aus Philadelphia ist Teil einer Langzeitdokumentation mit dem Namen „Die Kinder von Golzow“, die nach einer Idee von Karl Gass 1961 von Regisseur Winfried Junge begonnen und erst 2007 beendet wurde. Er begleitete mehrere Kinder einer Schulklasse aus Golzow im Oderbruch über diesen Zeitraum hinweg und präsentierte seine Ergebnisse in mehreren Filmen.

## Handlung
Der Film wird durch eine Szene eingeleitet, die alle Kinder von Golzow 1995 beim gemeinsamen Grillen zeigt. Der Fokus liegt auf Jochen und seine Geschichte wird erzählt. Hans Joachim Teich wird 1955 in Philadelphia im Landkreis Oder-Spree geboren und hat zwei Brüder und eine Schwester. Sein Vater ist bis zu seinem Tod Leiter der Maschinen-Traktoren-Station (MTS) und muss berufsbedingt häufig umziehen, weshalb Jochen aus Philadelphia nach Golzow zieht. Hier wird er 1961/62 in die erste Klasse eingeschult und so Teil der Dokumentation. Lustig wird er 33 Jahre später beim erwähnten Grillen seinen Klassenkameraden erzählen, welche Missverständnisse ihm in der Schule wegen seines Geburtsortes begegnet sind. Ursprünglich sollte Jochen Hauptdarsteller sein, aber weil er etwas pummelig ist und eine „Mimik wie ein Eisbär“ hat, entscheidet man sich für einen anderen.
Nach einem Jahr Schule in Golzow zieht die Familie nach Bernau, nach insgesamt acht Jahren verlässt Jochen die Schule und besucht ab 1971 eine Berufsschule für Melker. Zwar hätte er als Sohn seines hochgestellten Vaters mehr erreichen können als Melker zu werden, aber der Umgang mit Tieren macht ihm Spaß.
Nachdem er die Lehre, obwohl Probleme auftreten, besteht, dient Jochen drei Jahre freiwillig bei den Grenztruppen der DDR. Er berichtet von den Schwierigkeiten und Problematiken des Schießbefehls. Selbst auf einen Menschen geschossen hat er nie. Auch ist er nie Mitglied der SED gewesen, dafür aber im Deutschen Bauernbund und sogar Stadtverordneter, was ihm im Nachhinein lächerlich vorkommt. Jochen mag die Genossen und Systemkonformität nicht. Sein Leben lang eckt er damit an einigen Stellen an.
Mit 22 Jahren lernt er die 14-jährige Manuela kennen. Sie ist mit 16 von ihm schwanger und wird trotz Widerstands der Familie und des Staates seine Frau, mit der er noch heute verheiratet ist und insgesamt drei Kinder zeugt. Wegen des Kalten Krieges macht er sich Sorgen, ob seine Kinder im Frieden leben werden.
Auf das Haus, in dem Jochen lebt, erhebt nach der Wende ein Westdeutscher Anspruch. Überhaupt bringt ihm die Wende nicht viel Gutes. Er ist sich unsicher, wie er seine Kinder erziehen soll. Im Betrieb fehlen Entscheidungsträger, sodass es noch schlechter läuft als in DDR-Zeiten, als wenigstens noch alle etwas zu tun hatten.
Aber auch vor der Wende läuft es in der DDR schlecht. Jochen beteiligt sich an einer Demonstration auf dem Alexanderplatz kurz vor der Wende und beschwert sich, dass alles kaputt sei. Spaßig fügt er hinzu, er werde nach Kanada auswandern. Er hat es nicht getan. Bald verlieren er und seine Frau nach der Wende ihren Arbeitsplatz. Jochen wird eine Zeit lang Kohleträger, danach wieder Melker. Seine Frau betätigt sich schließlich als Obstverkäuferin. Aus diesem Grund verwundert es nicht, dass Jochen die Wiedervereinigung als etwas Schlechtes ansieht, das die kleinen Leute bestraft.
Der Film endet mit einem Gespräch zwischen Winfried Junge und Jochen in dessen Wohnzimmer. Seine Frau Manuela sitzt auch dabei. Mehrfach wiederholt Jochen, dass er sich jetzt nicht mehr filmen lassen möchte. So endet die Aufnahme Jochens, im Abspann werden noch einige Fotos aus Jochens Leben gezeigt.

## Produktion und Veröffentlichung
Jochen – ein Golzower aus Philadelphia ist ein  2002 veröffentlichter Dokumentarfilm von Barbara und Winfried Junge und zeigt die individuelle Entwicklung des Hans-Joachim Teich (* 21. April 1955, † 11. Mai 2018) von 1961 bis 2001. Der Film wurde von der „à jour Film & Fernsehproduktion GmbH“ in Ko-Produktion mit dem ORB und der DEFA-Stiftung mit einigen Schwarzweißfilm Sequenzen hergestellt und hatte seine Premiere während des Internationalen Forums des Jungen Films am 14. Februar 2002. Der Kinostart begann am 21. Februar 2002, die Erstausstrahlung im Fernsehen erfolgte am 31. März 2008 im NDR Fernsehen.